# Glypta ceratites
Glypta ceratites är en stekelart som beskrevs av Johann Ludwig Christian Gravenhorst 1829. Glypta ceratites ingår i släktet Glypta och familjen brokparasitsteklar. Arten är reproducerande i Sverige. Utöver nominatformen finns också underarten G. c. nigricoxis.